# Jimi Heselden
James William „Jimi” Heselden OBE (n. 27 martie 1948, Leeds, Anglia, Regatul Unit – d. 26 septembrie 2010, West Yorkshire, Anglia, Regatul Unit) a fost un antreprenor englez. Fost miner de cărbune, el a dobândit averea prin fabricarea sistemului de barieră Hesco. În 2009, Heselden a cumpărat compania Segway Inc⁠(d). A murit în 2010 din cauza rănilor suferite în urma unei căderi de pe o stâncă, în timp ce se afla pe propriul său Segway PT.

## Biografie
James William Heselden s-a născut în districtul Halton Moor⁠(d) din Leeds pe 27 martie 1948. A urmat școala în Osmondthorpe⁠(d), dar a părăsit-o la vârsta de 15 ani pentru a lucra ca muncitor și mai târziu ca miner în Temple Newsam și Lofthouse⁠(d). După greva minerilor din anii '80, și-a pierdut locul de muncă și a folosit banii de concediere pentru a închiria un atelier, unde a inițiat o afacere de sablare. A dezvoltat și brevetat un recipient pliabil din plasă metalică și țesătură, cunoscut ulterior sub numele de bastion Hesco, utilizat pentru gestionarea inundațiilor și limitarea eroziunii.

## Carieră

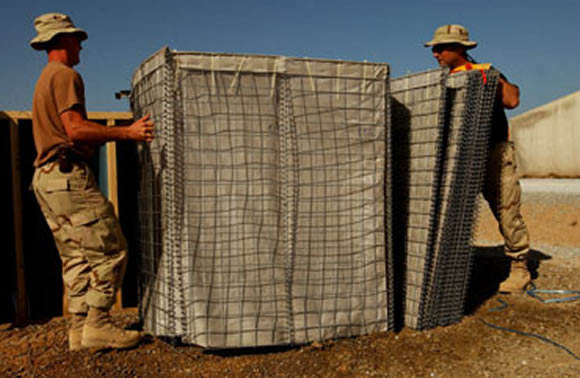
Membri ai armatei americane montând bastioane Hesco

În 1989, Heselden a fondat Hesco Bastion Ltd pentru a fabrica bastioane cu același nume. Umplute cu nisip sau pământ, aceste bastioane au fost rapid adoptate de armatele din mai multe țări pentru construirea rapidă a zidurilor de protecție și structurilor defensive. Produsele Hesco, fabricate în Leeds, au fost trimise în zone de conflict, inclusiv în Kosovo, Irak și Afganistan, și au fost folosite și în apărarea împotriva inundațiilor la New Orleans. Heselden a fost numit Ofițer al Ordinului Imperiului Britanic (OBE) în 2006, pentru contribuțiile sale la industria de apărare și caritate.
Pe 25 decembrie 2009, Heselden a achiziționat compania Segway Inc. El a deținut compania timp de doar nouă luni înainte de moartea sa accidentală în septembrie 2010, când a căzut de pe o stâncă folosind un Segway.

## Filantropie
În 2008, Heselden a donat 1,5 milioane de lire sterline către organizația Help For Heroes, printr-o licitație caritabilă care oferea nouă persoane șansa de a zbura cu Red Arrows. Heselden a declarat că oamenii de afaceri bogați au o obligație morală de a ajuta pe alții. În același an, el a donat 10 milioane de lire sterline pentru înființarea Fundației Comunitare din Leeds, contribuind ulterior cu încă 13 milioane de lire sterline.

## Decesul
În dimineața zilei de 26 septembrie 2010, Jimi Heselden se plimba cu Segway-ul său în timp ce își plimba câinele, aproape de Thorp Arch⁠(d). În timp ce dădea înapoi cu Segway-ul pentru a permite trecerea unui alt proprietar de câine, a căzut de pe o stâncă în râul Wharfe⁠(d). O versiune „rugged country” a Segway-ului său a fost găsită în apă. Medicul legist a concluzionat că Heselden a murit din cauza „multiplelor leziuni provocate prin impact la nivelul pieptului și coloanei vertebrale, compatibile cu o cădere în timp ce conducea un gyrobike”. Averea sa, lăsată soției și familiei, a fost evaluată la peste 340 de milioane de lire sterline, iar el era clasat printre primii 400 de membri ai Sunday Times Rich List.